# (11594) 1995 HP
1995 إتش بي (ويعرف أيضًا باسم (11594) 1995 إتش بي وفق تسمية الكوكب الصغير) (بالإنجليزية: 1995 HP)‏ هو كويكب ضمن حزام الكويكبات؛ وترتيبه 11594 من حيث الاكتشاف.
اكتُشف هذا الجُرم الفلكي بواسطة هيروشي كانيدا في 27 أبريل 1995.

## وصلات خارجية
- (11594) 1995 HP في قاعدة بيانات مختبر الدفع النفاث لأجرام النظام الشمسي الصغيرة

- الاكتشاف · مخطط المدار ·  العناصر المدارية · المعلمات المادية

- (11594) 1995 HP على موقع ويكي سكاي: DSS2, SDSS, GALEX, IRAS, Hydrogen α, X-Ray, Astrophoto, Sky Map, Articles and images